# Jarzmo masztu
Jarzmo masztu – miejsce mocowania masztu do pokładu. Jest ono specjalnie wzmocnioną częścią kadłuba lub nadbudówki, gdyż musi wytrzymać duże obciążenia związane z pracą żagli.